# Rothmans International London 1977
Il Rothmans International London 1977 è stato un torneo di tennis giocato sul sintetico indoor. È stata la 7ª edizione del torneo, che fa parte del World Championship Tennis 1977. Si è giocato a Londra in Gran Bretagna, presso l'Earls Court Exhibition Centre, dal 28 marzo al 3 aprile 1977.

## Campioni

### Singolare
Eddie Dibbs ha battuto in finale  Vitas Gerulaitis con il punteggio di 2–6 6–3 6–3

### Doppio
Ilie Năstase /  Adriano Panatta hanno battuto in finale  Mark Cox /  Eddie Dibbs con il punteggio di 7–6(5), 6(3)–7, 6–3